# لويجي فاجيولي
لويجي فاجيولي (بالإيطالية: Luigi Fagioli) مواليد 9 يونيو 1898 في أوزيمو، مقاطعة أنكونا، إيطاليا، كان سائق فورملا 1 إيطالي سابق كان قد بدأ مسيرته الاحترافية سنة 1950. كان أول سباق له هو جائزة بريطانيا الكبرى 1950، حقق أول فوز له في جائزة فرنسا الكبرى 1951. خاض خلال مسيرته 7 سباقات، فاز في 1 منها.

## بطولات حققها
- جائزة فرنسا الكبرى 1951

## روابط خارجية
- لويجي فاجيولي على موقع IMDb (الإنجليزية)
- لويجي فاجيولي على موقع Racing-Reference.info (الإنجليزية)
- لويجي فاجيولي على موقع DriverDB.com (الإنجليزية)